# Jean Baptiste Antoine Guillemin
Pour les articles homonymes, voir Guillemin.
Ne doit pas être confondu avec Jean-Baptiste Guillemin de Vaivre.
Jean Baptiste Antoine Guillemin (1796-1842) est un médecin, pharmacien et botaniste français.

## Biographie
Il naît à Pouilly-sur-Saône (Côte-d'Or) le 20 janvier 1796. Après ses premières études au collège de Seurre, travaille pendant 18 mois dans une étude de notaire avant d’entrer en apprentissage auprès d’un pharmacien de Dijon en 1812. Puis il se rend en 1814 à Genève où il étudie auprès de Jean Pierre Étienne Vaucher et[réf. nécessaire] d'Augustin Pyrame de Candolle. Il vient à Paris en 1820 où Benjamin Delessert, sur recommandation de Candolle, l'adjoint à Achille Richard, conservateur de sa bibliothèque botanique et de son herbier. 
Le lien entre Candolle et Guillemin reste fort : par disposition testamentaire exclusive, Candolle le charge de publier une nouvelle édition de sa Théorie élémentaire de la botanique.
Tout en continuant son travail pour Delessert, Guillemin est nommé aide-préparateur au Muséum national d'histoire naturelle en 1827. Il obtient le titre de docteur de médecine en 1832. En 1834, il succède à Adolphe Brongniart (1801-1876) comme aide-naturaliste à la chaire de botanique.[réf. nécessaire] Il enseigne la botanique pendant trois ans à l'Institut horticole de Fromont à Ris ; les Annales de cet institut publient son Cours de botanique et de physiologie végétale.
Il est pendant 5 ans le principal rédacteur de la partie botanique du Bulletin universel de Férussac. Il fonde en 1833 les Archives de botanique, plus tard réuni à la 2e série des Annales des sciences naturelles dont il partage la rédaction avec Adolphe Brongniart. 
Avec Adolphe Brongniart et Joseph Decaisne, il examine la théorie de Joseph-Henri Léveillé sur l'hyménium des champignons qui aboutit à la subdivision de ceux-ci en Ascomycètes et Basidiomycètes. Avec Leveillé, ils créent le terme de baside. En 1838, il part au Brésil conduire une mission botanique chargé d’étudier la culture du thé et en rapporte une riche collection de végétaux dont 1 500 plants de thé.
Avec Achille Richard et Samuel Perrottet, il fait paraître Floræ Senegambiæ Tentamen (1830-1833), illustré par J. Decaisne, et participe à divers ouvrages dont les Icones selectæ plantarum de Benjamin Delessert (1773-1784) et le Dictionnaire des drogues simples et composées d’Alphonse Chevallier (1793-1879).
En juillet 1838 le ministère du commerce et de l'agriculture l'envoie en mission au Brésil pour étudier la culture et la préparation du thé et pour en ramener des plants afin de les acclimater en France. Il part le 10 août, juste après avoir été reçu pharmacien à l'École de pharmacie de Paris. En 1839 il revient avec 1 500 plants survivants (sur 3 000 embarqués), des graines et de nombreux échantillons de bois divers et substances de droguerie (voir son rapport écrit au ministère en section « Publications »). Selon Lasègue, ce succès lui vaut la Légion d'honneur — mais la base Léonore ne livre pas son nom.
Il meurt le 15 janvier 1842 à Montpellier, 5 jours avant son 46e anniversaire.

## Publications
- Jean-Baptiste Dumas et Jean-Baptiste A. Guillemin, Considérations sur l'hybridité des plantes en général, 1823
- Recherches microscopiques sur le pollen, Mém. Soc. Hist. Nat. Paris, 2 (1825), pp. 101-124
- Mémoire sur le Pilostyles, nouveau genre de la famille des Rafflesiaceae, Ann. Sci. Nat. Bot., 2: 19-25
- [1827] (la) Icones lithographicae plantarum Australasiae rariorum: Decades duae quas botanicis offert, Paris, Treutel & Wurtz, 1827, 14 p. + 20 planches (lire en ligne [sur books.google.fr]).
- [1832] Considérations sur l'amertume des végétaux, suivies de l'examen des familles naturelles où cette qualité physique est dominante (thèse de doctorat en médecine), Paris, impr. Didot le Jeune, 1832, 59 p. (lire en ligne [sur books.google.fr]).
- [Guillemin, Perrottet & Richard 1830-1833] (la + fr) Jean Baptiste Antoine Guillemin, George Samuel Perrottet et Louis Claude Richard, Florae Senegambiae tentamen, seu, Historia plantarum in diversis Senegambiae regionibus a peregrinatoribus Perrottet et Leprieur detectarum, vol. 1, Paris, Treutel & Wurtz, 1830-1833, 316 p. + 72 planches (lire en ligne [sur archive.org]).
- [Redouté & Guillemin 1833] Pierre-Joseph Redouté et Jean-Baptiste-Antoine Guillemin (annotations compl.), Choix des plus belles fleurs, prises dans différentes familles du règne végétal et de quelques branches des plus beaux fruits (première édition publiée par Redouté en 1827), Paris, impr. C.L.F. Panckoucke, 1833 (lire en ligne [PDF] sur gallica).
- [1837] Zephyritis Taitensis : Énumération des plantes découvertes par les voyageurs dans les Iles de la Société, principalement dans celle de Taïti, Paris, impr. Paul Renouard, 1837, 84 p. (lire en ligne [sur books.google.fr]).
- [1839] Rapport de M. Guillemin… sur sa mission au Brésil, Paris, impr. Maulde & Renou, 1839, 38 p. (lire en ligne [sur books.google.fr]).